# Iveco CC 118 E
L'Iveco CC 118 E est un châssis d'autocar destiné aux carrossiers spécialisés argentins pour des autocars et autobus urbains et de ligne, fabriqué par le constructeur argentin Iveco Argentina à partir de 2007.

## Histoire
Après une longue impasse dans la production de châssis pour autobus et d'autobus, Iveco a présenté en 2007 un tout nouveau châssis spécialisé équipé d'un moteur Iveco Tector qui répond aux futures normes applicables en Argentine.
Ce moteur, déjà bien connu dans la gamme des camions EuroCargo, se caractérise par un très faible bruit et des émissions limitées conformes Euro 3. Il fournit aussi une meilleure performance avec un couple élevé constant entre 1.200 et 2.100 tours par minute, ce qui réduit grandement la nécessité de changer de vitesse quel que soit le profil du trajet.
Embrayage, freinage et suspensions ont été parfaitement dimensionnés pour garantir un trajet agréable dans le trafic urbain de plus en plus complexe.
L'équipement inclut les tachygraphes hebdomadaires pour un conducteur, le régulateur et limiteur de vitesse configurables.
Iveco a appliqué sur ce châssis d'autobus les mêmes critères en matière de fiabilité que pour ses camions. Par rapport à la concurrence, il revendique une forte amélioration des niveaux de performance avec un faible coût d'exploitation et d'entretien, plus de confort et de sécurité pour le conducteur et les passagers, une productivité accrue et un moteur révolutionnaire et silencieux. Ce châssis est vraiment conçu pour durer.

## Technique
Le châssis Iveco CC 118 E a connu deux séries :
- 2007-2008 : version 118 E22 avec une puissance du moteur de 230 Ch SAE,
- 2008-2009 : version 118 E20 avec une puissance ramenée à 200 Ch SAE.